# Saison 2013 de l'équipe cycliste Belkin
La saison 2013 de l'équipe cycliste Belkin est la dix-huitième de cette équipe.

## Préparation de la saison 2013

### Sponsors et financement de l'équipe
Sponsor principal de l'équipe de 1996 à 2012, la banque néerlandaise Rabobank annonce le 19 octobre 2012 la fin de cet engagement. Dans l'attente d'un nouvel sponsor principal, l'équipe prend le nom Blanco Pro Cycling en 2013. Elle dispose de 12 millions d'euros pour fonctionner sans sponsor durant cette saison. En juin 2013, l'entreprise américaine Belkin, fabricant de matériel informatique, s'engage pour devenir le sponsor principal de l'équipe pendant deux ans et demi, à partir du Tour de France 2013,.
Giant est le fournisseur de cycle de l'équipe depuis 2009.

### Arrivées et départs
| Arrivées             | Équipe 2012            |
| -------------------- | ---------------------- |
| Jack Bobridge        | Orica-GreenEDGE        |
| Marc Goos            | Rabobank Continental   |
| Moreno Hofland       | Rabobank Continental   |
| Lars Petter Nordhaug | Sky                    |
| David Tanner         | Saxo Bank-Tinkoff Bank |
| Sep Vanmarcke        | Garmin-Sharp           |
| Robert Wagner        | RadioShack-Nissan      |

| Départs           | Équipe 2013     |
| ----------------- | --------------- |
| Carlos Barredo    | retraite.       |
| Matti Breschel    | Saxo-Tinkoff    |
| Michael Matthews  | Orica-GreenEDGE |
| Grischa Niermann  | retraite.       |
| Coen Vermeltfoort | De Rijke-Shanks |

## Coureurs et encadrement technique

### Effectif
| Cycliste             | Date de naissance | Nationalité | Équipe 2012            |
| -------------------- | ----------------- | ----------- | ---------------------- |
| Jack Bobridge        | 13 juillet 1989   | Australie   | Orica-GreenEDGE        |
| Jetse Bol            | 8 septembre 1989  | Pays-Bas    | Rabobank               |
| Lars Boom            | 30 décembre 1985  | Pays-Bas    | Rabobank               |
| Theo Bos             | 22 août 1983      | Pays-Bas    | Rabobank               |
| Graeme Brown         | 9 avril 1979      | Australie   | Rabobank               |
| Stef Clement         | 24 septembre 1982 | Pays-Bas    | Rabobank               |
| Rick Flens           | 11 avril 1983     | Pays-Bas    | Rabobank               |
| Juan Manuel Gárate   | 24 avril 1976     | Espagne     | Rabobank               |
| Robert Gesink        | 31 mai 1986       | Pays-Bas    | Rabobank               |
| Marc Goos            | 30 novembre 1990  | Pays-Bas    | Rabobank Continental   |
| Moreno Hofland       | 31 août 1991      | Pays-Bas    | Rabobank Continental   |
| Wilco Kelderman      | 25 mars 1991      | Pays-Bas    | Rabobank               |
| Steven Kruijswijk    | 7 juin 1987       | Pays-Bas    | Rabobank               |
| Tom Leezer           | 26 décembre 1985  | Pays-Bas    | Rabobank               |
| Paul Martens         | 26 octobre 1983   | Allemagne   | Rabobank               |
| Bauke Mollema        | 26 novembre 1986  | Pays-Bas    | Rabobank               |
| Lars Petter Nordhaug | 14 mai 1984       | Norvège     | Sky                    |
| Mark Renshaw         | 22 octobre 1982   | Australie   | Rabobank               |
| Luis León Sánchez    | 24 novembre 1983  | Espagne     | Rabobank               |
| Tom-Jelte Slagter    | 1er juillet 1989  | Pays-Bas    | Rabobank               |
| Bram Tankink         | 3 décembre 1978   | Pays-Bas    | Rabobank               |
| David Tanner         | 30 septembre 1984 | Australie   | Saxo Bank-Tinkoff Bank |
| Laurens ten Dam      | 13 novembre 1980  | Pays-Bas    | Rabobank               |
| Maarten Tjallingii   | 5 novembre 1977   | Pays-Bas    | Rabobank               |
| Jos van Emden        | 18 février 1985   | Pays-Bas    | Rabobank               |
| Dennis van Winden    | 2 décembre 1987   | Pays-Bas    | Rabobank               |
| Sep Vanmarcke        | 28 juillet 1988   | Belgique    | Garmin-Sharp           |
| Robert Wagner        | 17 avril 1983     | Allemagne   | RadioShack-Nissan      |
| Maarten Wynants      | 13 mai 1982       | Belgique    | Rabobank               |
| Stagiaire            | Date de naissance | Nationalité | Équipe 2013            |
| Ivar Slik            | 27 mai 1993       | Pays-Bas    | Rabobank Development   |

### Encadrement

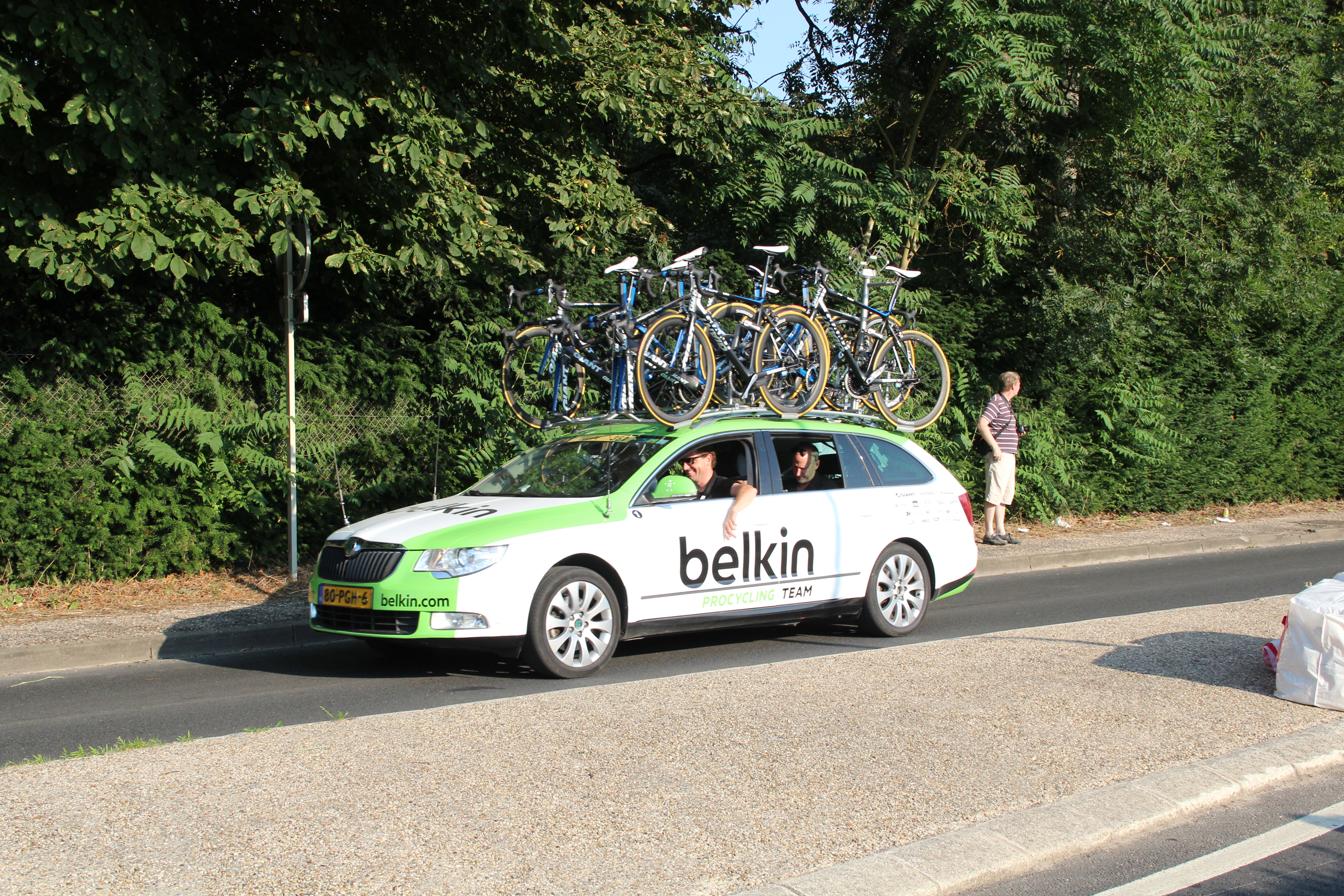
Voiture de l'équipe conduite par Frans Maassen lors du Tour de France 2013.

Fin 2012, Harold Knebel quitte l'équipe qu'il dirigeait depuis 2008. Il est remplacé par Richard Plugge, jusqu'alors responsable de la communication de l'équipe, et ancien rédacteur en chef du journal sportif NUsport (nl). La direction sportive est assurée par Nico Verhoeven. L'équipe de direction comprend Erik Dekker, Jan Boven, Frans Maassen, Michiel Elijzen et Jeroen Blijlevens. Merijn Zeeman devient entraîneur de l'équipe Blanco. Il entrainait auparavant l'équipe Argos-Shimano.
En juillet 2013, Jeroen Blijlevens est limogé, après que le rapport d'une commission d'enquête sénatoriale française sur l'efficacité de la lutte contre le dopage a révélé que des analyses réalisées en 2004 mettent en évidence la présence d'EPO dans son urine lors du Tour de France 1998.

## Bilan de la saison

### Victoires
| Date       | Course                                   | Pays       | Classe | Vainqueur          |
| ---------- | ---------------------------------------- | ---------- | ------ | ------------------ |
| 24/01/2013 | 3e étape du Tour Down Under              | Australie  | WT     | Tom-Jelte Slagter  |
| 27/01/2013 | Classement général du Tour Down Under    | Australie  | WT     | Tom-Jelte Slagter  |
| 07/02/2013 | 2e étape du Tour méditerranéen           | France     | 2.1    | Lars Boom          |
| 14/02/2013 | 1re étape du Tour de l'Algarve           | Portugal   | 2.1    | Paul Martens       |
| 15/02/2013 | 2e étape du Tour de l'Algarve            | Portugal   | 2.1    | Theo Bos           |
| 17/02/2013 | 2e étape du Tour du Haut-Var             | France     | 2.1    | Lars Boom          |
| 21/02/2013 | 1re étape du Tour de Langkawi            | Malaisie   | 2.HC   | Theo Bos           |
| 22/02/2013 | 2e étape du Tour de Langkawi             | Malaisie   | 2.HC   | Theo Bos           |
| 24/02/2013 | Clásica de Almería                       | Espagne    | 1.HC   | Mark Renshaw       |
| 26/02/2013 | 6e étape du Tour de Langkawi             | Malaisie   | 2.HC   | Tom Leezer         |
| 23/03/2013 | 1re étape du Critérium international     | France     | 2.HC   | Theo Bos           |
| 17/05/2013 | 3e étape du Tour de Norvège              | Norvège    | 2.1    | Theo Bos           |
| 26/05/2013 | 5e étape du Tour de Belgique             | Belgique   | 2.HC   | Luis León Sánchez  |
| 09/06/2013 | 2e étape du Tour de Suisse               | Suisse     | WT     | Bauke Mollema      |
| 12/06/2013 | 1re étape du Ster ZLM Toer               | Pays-Bas   | 2.1    | Robert Wagner      |
| 13/06/2013 | 2e étape du Ster ZLM Toer                | Pays-Bas   | 2.1    | Theo Bos           |
| 15/06/2013 | 4e étape du Ster ZLM Toer                | Pays-Bas   | 2.1    | Lars Boom          |
| 16/06/2013 | Classement général du Ster ZLM Toer      | Pays-Bas   | 2.1    | Lars Boom          |
| 16/06/2013 | Classement général du Tour de Luxembourg | Luxembourg | 2.HC   | Paul Martens       |
| 03/08/2013 | 5e étape du Tour du Danemark             | Danemark   | 2.HC   | Wilco Kelderman    |
| 04/08/2013 | Classement général du Tour du Danemark   | Danemark   | 2.HC   | Wilco Kelderman    |
| 12/08/2013 | 3e étape du Tour de l'Ain                | France     | 2.1    | Luis León Sánchez  |
| 12/08/2013 | 1re étape de l'Eneco Tour                | Belgique   | WT     | Mark Renshaw       |
| 31/08/2013 | 2e étape de la World Ports Classic       | Belgique   | 2.1    | Maarten Tjallingii |
| 11/09/2013 | 17e étape du Tour d'Espagne              | Espagne    | WT     | Bauke Mollema      |
| 13/09/2013 | Grand Prix cycliste de Québec            | Canada     | WT     | Robert Gesink      |
| 21/09/2013 | Grand Prix Impanis-Van Petegem           | Belgique   | 1.1    | Sep Vanmarcke      |
| 03/10/2013 | Tour de Münster                          | Allemagne  | 1.1    | Jos van Emden      |
| 20/10/2013 | 1re étape du Tour de Hainan              | Chine      | 2.HC   | Moreno Hofland     |
| 21/10/2013 | 2e étape du Tour de Hainan               | Chine      | 2.HC   | Theo Bos           |
| 22/10/2013 | 3e étape du Tour de Hainan               | Chine      | 2.HC   | Theo Bos           |
| 23/10/2013 | 4e étape du Tour de Hainan               | Chine      | 2.HC   | Theo Bos           |
| 24/10/2013 | 5e étape du Tour de Hainan               | Chine      | 2.HC   | Theo Bos           |
| 25/10/2013 | 6e étape du Tour de Hainan               | Chine      | 2.HC   | Moreno Hofland     |
| 26/10/2013 | 7e étape du Tour de Hainan               | Chine      | 2.HC   | Theo Bos           |
| 27/10/2013 | 8e étape du Tour de Hainan               | Chine      | 2.HC   | Moreno Hofland     |
| 28/10/2013 | 9e étape du Tour de Hainan               | Chine      | 2.HC   | Theo Bos           |
| 28/10/2013 | Classement général du Tour de Hainan     | Chine      | 2.HC   | Moreno Hofland     |

### Résultats sur les courses majeures
Les tableaux suivants représentent les résultats de l'équipe dans les principales courses du calendrier international (les cinq classiques majeures et les trois grands tours). Pour chaque épreuve est indiqué le meilleur coureur de l'équipe, son classement ainsi que les accessits glanés par Belkin sur les courses de trois semaines.

#### Classiques
| Classique            | Milan-San Remo     | Tour des Flandres | Paris-Roubaix      | Liège-Bastogne-Liège       | Tour de Lombardie   |
| -------------------- | ------------------ | ----------------- | ------------------ | -------------------------- | ------------------- |
| Coureur (classement) | Mark Renshaw (54e) | Lars Boom (11e)   | Sep Vanmarcke (2e) | Lars Petter Nordhaug (15e) | Robert Gesink (10e) |

#### Grands tours
| Grand tour           | Tour d'Italie         | Tour de France     | Tour d'Espagne                     |
| -------------------- | --------------------- | ------------------ | ---------------------------------- |
| Coureur (classement) | Wilco Kelderman (17e) | Bauke Mollema (6e) | Bauke Mollema (52e)                |
| Accessits            | -                     | -                  | 1 victoire d'étape (Bauke Mollema) |

### Classement UCI
L'équipe Belkin termine à la onzième place du World Tour avec 714 points. Ce total est obtenu par l'addition des points des cinq meilleurs coureurs de l'équipe au classement individuel que sont Bauke Mollema, 17e avec 232 points, Robert Gesink, 35e avec 145 points, Wilco Kelderman, 38e avec 130 points, Tom-Jelte Slagter, 39e avec 127 points, et Sep Vanmarcke, 63e avec 80 points,. Le championnat du monde du contre-la-montre par équipes terminé à la 12e place ne rapporte aucun point à l'équipe.
| Rang | Coureur              | Points |
| ---- | -------------------- | ------ |
| 17   | Bauke Mollema        | 232    |
| 35   | Robert Gesink        | 145    |
| 38   | Wilco Kelderman      | 130    |
| 39   | Tom-Jelte Slagter    | 127    |
| 63   | Sep Vanmarcke        | 80     |
| 107  | Laurens ten Dam      | 26     |
| 134  | Mark Renshaw         | 16     |
| 150  | Lars Petter Nordhaug | 10     |
| 161  | Lars Boom            | 6      |
| 167  | Paul Martens         | 5      |
| 168  | Robert Wagner        | 5      |
| 185  | Stef Clement         | 2      |
| 202  | Moreno Hofland       | 2      |
| 214  | David Tanner         | 1      |